# Cascada de Bassaseachic
Cascada de Bassaseachic (hiszp. Cascada de Bassaseachic) – 246-metrowy wodospad w wąwozie Barranca de Candameña w pasmie górskim Sierra Tarahumara (część łańcucha górskiego Sierra Madre Zachodnia) w Meksyku (stan Chihuahua). Wodospad z wybitnym filarem Subiendo el Arcoiris znajduje się w Parku Narodowym Cascada de Bassaseachic. W pobliżu ulokowane są dwa pola biwakowe, oznakowane szlaki do punktów widokowych oraz szlak na dno kanionu. W odległości około 4 km znajduje się jeszcze wyższy wodospad Cascada de Piedra Volada.